# Der Prediger und Katechet
Der Prediger und Katechet (Untertitel: Praktische katholische Zeitschrift für die Verkündigung des Glaubens; Abkürzung: PuK) wurde 1850 unter dem Titel: Der Prediger und Katechet. Eine praktische katholische Monatsschrift, besonders für Prediger und Katecheten auf dem Lande und in kleineren Städten gegründet und ist damit Deutschlands älteste Predigtzeitschrift.

## Geschichte
Die Zeitschrift erschien zuerst im Verlag von Georg Joseph Manz in Regensburg. 1936 übernahm der Verleger Erich Wewel die Predigtzeitschrift. 1938 wurde PuK von der Gestapo verboten und konnte erst 1949 wieder verlegt werden. Schriftleiter war seit 1949 der Priester Andreas Gruber (1915–1997). Heute erscheinen die Hefte alle zwei Monate im Schwabenverlag AG in Ostfildern. Der jeweilige Jahrgang ist mit dem Kirchenjahr identisch. 1978 hatte die Zeitschrift eine Auflage von 15200 Exemplaren.

## Inhalt
Jede Ausgabe enthält fertige Predigten und Lesepredigten für die einzelnen Sonn- und Feiertage im Jahreskreis. Dazu kommen Rubriken „Meditation“, „Das Thema“ und Kasualpredigten.

## Redaktion
Die Redaktion hat momentan fünf Mitglieder (Siegfried Kleymann, Theresia Reischl, Martin Rohner, Peter Seul und Stefan Walser).

### Bekannte ehemalige Mitglieder der Redaktion
Heribert Arens, Hubert Brosseder, Andreas Gruber, Ludwig Mehler, Ludwig Mödl, Ehrenfried Schulz, Jürgen Werbick. Johann Ev. Zollner, 
.

## Autoren
Zu den häufigen Mitarbeitern zählen Heribert Arens, Konrad Baumgartner, Willi Hoffsümmer, Ludwig Mödl, Franz-Josef Ortkemper, Theodor Seidl und Heribert Wahl. Früher gehörten auch Dieter Katte, Anton Kner und Sigisbert Kraft zum Kreis der häufigen Mitarbeiter.

## Sonderausgaben (Buchreihe)
Die Redaktion gab auch zu speziellen Themen unter dem Label "Der Prediger und Katechet" Ausgeben in Buchform heraus:
- Sterben, Tod und Trauer, (= Predigten mit Hintergrund), (= Der Prediger und Katechet, Sonderband), Donauwörth 1998, ISBN 978-3-87904-250-0.
- Von Gottes Segen leben, (= Predigten mit Hintergrund),(= Edition Der Prediger und Katechet), Donauwörth 2001, ISBN 3-87904-278-0.
- Faszination Wallfahrt. Die auf heilige Reise gehen, (= Predigten mit Hintergrund), (= Edition Der Prediger und Katechet), Donauwörth 2005, ISBN 3-87904-303-5.

## Weblink
- Offizielle Website

## Belege
1. ↑  Der Prediger und Katechet, Nr. 1/2011, S. 1.
2. ↑  Handzettel von 1938 des Verlages Erich Wewel: »Auf Anordnung des Geheimen Staatspolizeiamtes Berlin und im Einvernehmen mit dem Herrn Reichsminister für Volksaufklärung und Propaganda ist die Zeitschrift ›Der Prediger und Katechet‹ auf Grund vom § 1 der VO des Reichspräsidenten zum Schutz von Volk und Staat vom 28. 2. 1933 (R. G. BI.I S. 83) verboten. Heft 8/9 darf nicht ausgeliefert werden, Heft 11 und 12 des laufenden Jahrgangs können auf Grund des Verbotes nicht erscheinen. Der Verlag bittet weitere Benachrichtigen abzuwarten. Im September 1938. 88. Jahrgang. Erich Wewel-Verlag. Krailling vor München« (Archiv Meinolf Wewel)
3. ↑  Der Prediger und Katechet, Nr. 1/2011, S. 166.
4. ↑  Der Prediger und Katechet 117 (1978) 1.